# Чернігівський базовий фаховий медичний коледж
Чернігівський базовий фаховий медичний коледж — коледж, що знаходиться в Чернігові, який готує фахівців в галузі медицини.

## Спеціальності
Чернігівський базовий фаховий медичний коледж є закладом фахової передвищої освіти, його випускники здобують освітньо-кваліфікаційний рівень фахового молодшого бакалавра.
Навчання проводиться за спеціальностями:
- 223 Медсестринство (освітні програми — «Лікувальна справа» (фельдшер), «Акушерська справа» (акушерка), «Сестринська справа» (сестра медична))
- 221 Стоматологія (освітня програма — «Стоматологія ортопедична» (зубний технік))

Прийом на навчання здійснюється на основі базової або повної загальної середньої освіти.

## Історія
Чернігівський медичний коледж бере свій початок з фельдшерської школи, яка була заснована 8 травня 1868 року. Спочатку вона розміщувалася на базі благодійних закладів у 2 флігелях. Інспектором школи був призначений старший лікар благодійних установ, доктор медицини Демидович Петро Пименович. Учнями школи були лише чоловіки, як стипендіати, так і ті, що навчалися за свій кошт. Для стипендіатів це був закритий заклад, в якому проходило все життя вихованців, була встановлена спеціальна форма як в учнів реального училища. Земство утримувало вихованців-стипендіатів: забезпечувало їжею, одягом, кімнатами, меблями. Дореволюційною школою було підготовлено близько 800 фельдшерів.
Події 1917 року змінили умови роботи навчального закладу. До 1923 року школа вела підготовку фельдшерів, хоча вже з 1920 паралельно велась підготовка помічників лікарів, і школа мала назву «Чернігівська школа лікпомів». У 1922 році школу було передано Міністерству освіти, на її базі було об'єднано акушерську школу, школу сестер жалібниць та лікпомів, і навчальний заклад став називатися «Чернігівські медкурси, медична профшкола». У 1929 школа була передана Міністерству охорони здоров'я і перейменована в медичний технікум.
30-ті роки були досить складними: постійні зміни керівного складу, чистка партії, Голодомор 1932—1933 років, репресії.
У 1936 році на базі фельдшерсько-акушерської школи відкрилася зуболікарська школа, яка до війни випустила 200 зубних лікарів.
Німецько-радянська війна на деякий час перервала роботу школи, проте вже з 1942 року окупаційна влада відновила навчання. До закладу повернулись колишні учні, які залишились на окупованій території, та викладачі, які працювали до війни. Більшість випускників та викладачів школи знаходились на фронті, в партизанських загонах та евакуаційних госпіталях.
У вересні 1943 року після звільнення Чернігова від загарбників всі зусилля були спрямовані на відбудову навчального закладу, оскільки уцілів лише одноповерховий корпус. Післявоєнний період був складним: відновлювалася матеріально-технічна база, відбудовувались приміщення, проводився набір викладацького складу. Переддипломну практику частина учнів проходила в районних лікарнях і сільських амбулаторіях, оскільки лікарень в місті не вистачало. Поступово до школи повернулись довоєнні викладачі. У 1949—1950 навчальному році школа мала статус середнього спеціального медичного закладу з чотирирічним терміном навчання.
Протягом 60-80-х років училище працювало у 2 зміни, заняття вечірнього відділення проходили на орендованих площах, тому викладачів і вихованців турбувало питання розширення навчального закладу. В кінці 80-х років училище отримало новий навчальний корпус і перейшло на навчання в одну зміну.
11 травня 2018 року заклад нагороджений Грамотою Верховної Ради України «За заслуги перед Українським народом».
За весь час навчальний заклад закінчило більше 20 тисяч випускників: медсестри, фельдшери, акушери, санітарні фельдшери, зубні лікарі та зубні техніки.

### Назви
- 1868—1919 — Чернігівська земська фельдшерська школа
- 1919—1920 — Чернігівська радянська фельдшерська школа
- 1920—1922 — Чернігівська школа лікпомів
- 1922—1927 — Чернігівські медкурси — медична школа
- 1927—1929 — Чернігівська медична профшкола
- 1930—1935 — Чернігівській медичний технікум
- 1935—1941 — Чернігівська фельдшерсько-акушерська школа
- 1942—1943 — Чернігівська медична школа (при окупації)
- 1943—1952 — Чернігівська фельдшерсько-акушерська школа
- 1952—2001 — Чернігівське медичне училище
- 2001—2005 — Чернігівське базове медичне училище
- 2005—2020 — Чернігівський базовий медичний коледж
- з 22 травня 2020 — Чернігівський базовий фаховий медичний коледж

### Директори
1. Демидович Петро Пименович (1868—1883)
2. Сливчанський Микола Степанович (1883—1887)
3. Воскресенський Михайло Олександрович (1887—1893)
4. Рашевський Іван Федорович (1893—1907)
5. Сокальський Микола Олексійович (1907—1909)
6. Іванов Олексій Ілліч (1909—1929)
7. Деркач Максим Захарович (1929—1931)
8. Лісовець Олексій Йосипович (1931—1933)
9. Бруско Олександр Миколайович (1933—1935)
10. Ципін І. О. (1935)
11. Пупко Яків Іванович (1935—1938)
12. Гірман Іван Микитович (1938—1941)
13. Рутгайзер Аврам Йосипович (1944—1959)
14. Єфименко Марія Гнатівна (1959—1978)
15. Гуменюк Олег Якимович (1978—1984)
16. Маленко Григорій Дмитрович (1984—1997)
17. Самойленко Микола Михайлович (1997—2023)
18. Конопацький Микола Анатолійович (з лютого 2023)